# Arthur Martens

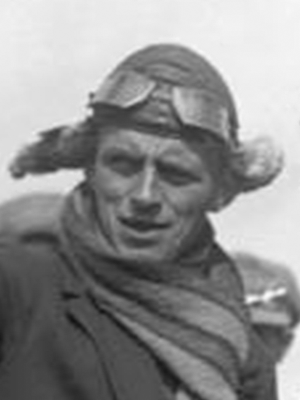
Arthur Martens 1923 in der Rhön

Arthur Martens (* 28. März 1897 in Gilten; † 16. November 1937 in Steene, bei Ostende, Belgien) war ein deutscher Segelflugpionier und Ingenieur. Bekanntheit erlangte er u. a. im Jahr 1922, als er den ersten Stundenweltrekord im Segelfliegen aufstellte.

## Leben
Arthur Martens nahm im Ersten Weltkrieg als Leutnant und Frontflieger beim Jagdgeschwader Manfred von Richthofens teil. Nach Ende des Krieges begann er 1919 ein Maschinenbau-Studium an der Technischen Hochschule Hannover, das er mit dem Examen als Diplom-Ingenieur abschloss.
Noch während seines Studiums arbeitete Martens als Testpilot („Einfliegepilot“) bei der Hannoverschen Waggonfabrik (HAWA). Am 22. Oktober 1919 stieg er in Begleitung eines Passagiers mit einem Motorflugzeug vom Typ HAWA D. 6 D 84 auf 8430 m Höhe über See, was einen neuen deutschen Höhenrekord bedeutete. Kurze Zeit später verbesserte er den Höhenweltrekord mit einer Maschine des Typs Hannover C. V. erst auf 9250 und dann auf 9650 m.

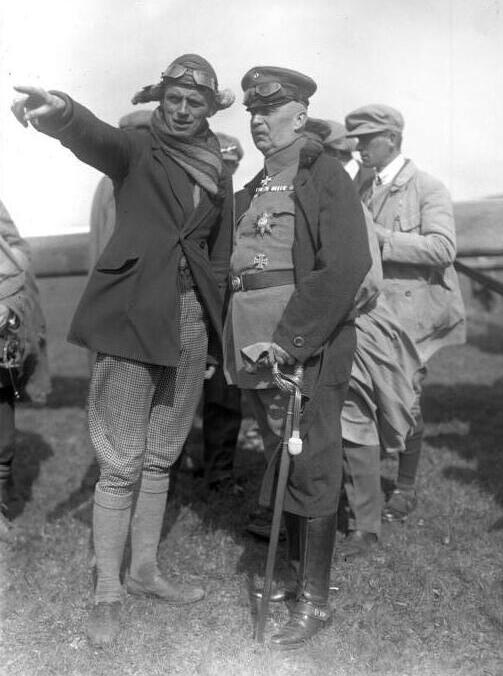
Herbst-Segelflüge in der Rhön in Anwesenheit von Erich Ludendorff (rechts). Weltrekord von 12 km Langstreckenflug, von Martens (links) aufgestellt (1923)

Zu Beginn der 1920er Jahre begann sich Martens für den Segelflugsport zu begeistern. Zwischen 1921 und 1925 konnte er acht Siege in deutschen Wettbewerben erringen und mehrere Weltrekorde aufstellen. Auch nahm er an Wettbewerben im Ausland teil (u. a. 1923 Sieg beim erstmals ausgetragenen Wettbewerb auf dem Waschberg bei Wien – 269,6 m Flughöhe, Strecke von 10 km; 1924 Teilnahme am zweiten Küstenwettbewerb an der Kurischen Nehrung). Nachdem er bereits 1921 zwei Weltrekorde mit der von ihm mitkonstruierten HAWA H 1 Vampyr erzielt hatte, brachte ihm im Jahr darauf beim Rhön-Segelflugwettbewerb ein Stundenweltrekord mit dem Gewinn eines „Industriepreises“ (ein mindestens 40-minütiger Segelflug mit Rückkehr zum Startplatz und anschließendem 5 km Streckenflug in gerader Richtung) große internationale Bekanntheit ein. Dazu ging Martens am 18. August 1922 im Vampyr mit einem Gummiseilstart vom Pferdskopf der Wasserkuppe, der höchsten Erhebung Hessens, in die Luft. Die Zuschauer auf dem Boden bildeten Zahlen, um ihm die genaue Flugdauer in Minuten anzuzeigen. Nach zehn Umrundungen der Wasserkuppe und insgesamt 66 Minuten Flugzeit landete er erfolgreich mit dem Vampyr, wodurch er drei Weltrekorde aufstellte. Neben dem ersten motorlosen Stundenflug legte Martens eine Strecke von 8,9 km und 108 m Startüberhöhung zurück. Gleichzeitig war er der erste Segelflieger, der mit einer liegenden Acht den Aufwind nutzte, eine heute weit verbreitete Technik. Am 25. August 1923 stellte er beim Rhön-Segelflugwettbewerb mit einer Flugstrecke von 12 km einen neuen Weltrekord auf.
Vor Ende seiner Karriere als Segelflieger baute Martens auf der Wasserkuppe die erste Segelflugschule der Welt auf. Diese trat er im Jahr 1925 an die neu gegründete Rhön-Rossitten-Gesellschaft (RRG) ab. Mit dem ersten Nachtflug anlässlich des Rossitten-Wettbewerbs und seiner Teilnahme vom 27. September bis 11. Oktober am 3. sowjetischen Allunions-Segelflugwettbewerb in Koktebel auf der Krim beendete Martens seine Segelfliegerlaufbahn.
Im Jahr 1925 wurde Martens Leiter der Verkaufsabteilung der Vereinigten Deutschen Metallwerke (VDM) in Heddernheim. Als Ingenieur trug er mit zur Verbesserung des Metallpropellers und der Entwicklung von Verstellschrauben bei. Martens Verstellpropeller fanden ebenfalls bei erfolgreichen Flugweltrekordversuchen Anwendung. Für die ILA 1928 startete er am 16. August zu einem „Europapropagandaflug“, dessen erste Station Hannover war. Am 25. August landete er in London, von wo er am nächsten Tag nach Amsterdam weiterflog. Als Motorflieger wurde er 1928 für den Hindenburg-Pokal nominiert, während er 1933 am Deutschlandflug teilnahm. In den 1920er Jahren verfasste Martens außerdem zwei Bücher über das Segelfliegen.
Arthur Martens war verheiratet. Seiner Ehefrau Lotte sandte er regelmäßig über Oberursel „Grüße aus der Luft“ mit einer Dornier Do 17, als er bei VDM arbeitete. Im Jahr 1937 kam Martens im Alter von 40 Jahren beim Absturz einer belgischen Verkehrsmaschine in der Nähe von Ostende ums Leben. Er gehörte einer Reisegruppe um den ebenfalls von der Fliegerei begeisterten früheren Erbgroßherzog Georg Donatus von Hessen-Darmstadt an, die sich auf dem Weg zu einer Hochzeitsfeier nach London befand.

„In Arthur Martens, der zu den Toten des Flugzeugunglücks von Ostende gehört, hat die Segelfliegerei einen ihrer Pioniere verloren, der deutsche Flugsport zugleich eine seiner sichtbarsten Figuren, deren ganzes Leben der Fliegerei und ihrer Entwicklung gehört hat. Wenige Jahre nach dem Kriege hatte sich Professor Madelung, einst Assistent an der ‚Deutschen Versuchsanstalt für Luftfahrt‘ in Adlershof, mit den Studenten Martens, Hentzen und Blume zusammengesetzt, um ein Hochleistungs-Segelflugzeug zu konstruieren, unterstützt von einer hannoverschen Fabrik. Aus der Werkstatt dieser flugbegeisterten Konstrukteure ging der berühmte ‚Vampyr‘ hervor. In der Rangliste der internationalen Rekorde für den Segelflug nimmt nach Lilienthal, Wilbur Wright, Gutermuth und Klemperer Arthur Martens die fünfte Stelle ein. Martens flog viele Rekorde und hat sie im Laufe der Jahre ständig verbessert. Später verschrieb er sich von neuem der Motorfliegerei. […] Ohne seine Vorarbeit sind die späteren Erfolge der deutschen und damit auch der internationalen Segelfliegerei kaum denkbar.“

Martens war Ehrenmitglied des Deutschen Modell- und Segelflug-Verbandes.
Seine Witwe heiratete nach dem Krieg den Flugpionier und späteren Generalsekretär des Deutschen Aero Clubs, Fritz Stamer. Im Jahr 1949 benannte sich der Segelflugclub in Oberursel nach ihm, der 2004 mit dem Luftsportclub Bad Homburg (LSC) fusionierte.

## Rekorde
- 22. Oktober 1919: Deutscher Motorflug-Höhenrekord von 8430 m über See mit einem Passagier (Flugzeugmuster: HAWA D. 6 D 84)
- 1919: Motorflug-Höhenweltrekord von 9250 m (Flugzeugmuster: Hannover C. V.)
- 1919: Motorflug-Höhenweltrekord von 9650 m (Flugzeugmuster: Hannover C. V.)
- 25. August 1921: Segelflug-Streckenweltrekord beim Rhön-Segelflugwettbewerb mit 3,58 km (Flugzeugmuster: HAWA Vampyr)
- 1921: Segelflug-Streckenweltrekord mit 7,5 km in 15,6 min (Flugzeugmuster: HAWA Vampyr)
- 18. August 1922: Segelflug-Stunden- und Streckenweltrekord mit 66 min Flugzeit über 8,9 km, 108 m Startüberhöhung (Flugzeugmuster: HAWA Vampyr)
- 1923: Segelflug-Streckenweltrekord mit 12 km (Flugzeug: „Strolch“)
- 14. Oktober 1924: Segelflug-Streckenweltrekord mit 21,2 km beim 1. Internationalen Wettbewerb in Asiago, Italien (Strecke: Monte Mazze–Dueville mit dem Flugzeug „Moritz“)

## Veröffentlichungen
- Segelflugsport (1925; gemeinsam mit Alfried Gymnich)
- Motorlos in den Lüften (1927)